# Mihrabànida
La dinastia Mihrabànida o dels Mihrabànides fou una nissaga que va governar al Sistan del 1236 a la meitat del segle xvi. Fou la tercera dinastia indígena del Sistan després dels saffàrides i dels nàsrides.
El seu coneixement deriva del Tarikh-i Sistan, obra d'un autor anomim de la meitat del segle xiv, que cobreix els primers cent anys de la seva història; i del Ihya' al-muluk, escrit al segle xvii per Malik Shah Husayn ibn Malik Ghiyath al-Din Muhammad que cobreix tota la dinastia. Els mihrabànides van utilitzar el títol de malik i el càrrec era hereditari o a vegades de designació pels nobles i caps militars. La capital fou generalment Zarandj (Shahr-i Sistan) i el seu domini efectiu fora de la capital era precari i sovint només es podia imposar per la força. Algunes comarques foren concedides a branques dels mihrabànides. Només excepcionalment van estendre el seu control fora del Sistan com al final del segle xiii quan van dominar part del Kuhistan. Els mihrabànides eren sunnites.
Inicialment foren vassalls dels mongols i des de 1256 (de fet el 1261) dels il-kànides. La distància del centre del poder de la dinastia, i les males comunicacions, els va donar força autonomia. Van lluitar diverses vegades contra la dinastia Kart d'Herat, altres vassalls il-kànides. El kanat dels Il-kan es va enfonsar després del 1335 i llavors van esdevenir independents gairebé la resta del segle xiv, fins que es van sotmetre a Tamerlà el 1383 que havia enviat el territori i el va devastar. Nominalment van restar vassalls timúrides fins a l'inici del segle xvi quan la dinastia fou eliminada pels shibànides uzbeks. Llavors el mihrabànida Sultan Mahmud va esdevenir vassall safàvida i en els següents anys es va introduir alguna pràctica xiïta com la crida a l'oració; aquesta tradició no va agaradar a la gent del país. Vers el 1542 la dinastia fou suprimida.

## Maliks
- Malik Shams al-Din Ali ibn Masud (1236–1255)
- Ocupació kàrtida 1255-1261
- Malik Nasir al-Din Muhammad (1261–1318)
- Malik Nusrat al-Din Muhammad (1318–1330)
- Malik Qutb al-Din Muhammad (1330–1346)
- Malik Taj al-Din ibn Qutb al-Din (1346–1350)
- Malik Jalal al-Din Mahmud (1350–1352)
- Malik Izz al-Din ibn Rukn al-Din Mahmud (1352–1380)
- Malik Qutb al-Din ibn Izz al-Din (1380–1383)
- Malik Taj al-Din Shah-i Shahan Abu l-Fath (1383–1403)
- Malik Qutb al-Din Muhammad ibn Shams al-Din Shah Ali (1403–1419)
- Malik Shams al-Din Ali ibn Qutb al-Din (1419-1438/9)
- Malik Nizam al-Din Yahya (1438/9-1480)
- Malik Shams al-Din Muhammad (1480-vers 1495)
- Malik Sultan Mahmud ibn Nizam al-Din Yahya (vers 1495-vers 1537)